# Várkerti Stadion
El Várkerti Stadion también llamado Várkert Sportpálya es un estadio de fútbol ubicado en la ciudad de Kisvárda, Hungría. Fue inaugurado en 2018 y cuenta con una capacidad para 2.850 espectadores. Es utilizado por el Kisvárda FC que compite en la Liga de Fútbol de Hungría.
El estadio esta catalogado con categoría 3 de la UEFA, contiene 9 palcos Vip, iluminación eléctrica, la pista es de césped natural, con sistema de riego independiente y está climatizada.
El mayor registro de asistencia se produjo el 11 de agosto de 2018, en un partido de liga entre el Kisvárda FC y Ferencvárosi TC (0-2), ante 3385 espectadores.